# Chancellerie fédérale (Bonn)
Pour les articles homonymes, voir Chancellerie fédérale.
Le bâtiment de la chancellerie fédérale (en allemand : Bundeskanzleramtsgebäude) est le siège principal du ministère fédéral de la Coopération économique d'Allemagne à Bonn.
Bâti entre 1973 et 1976 à la demande du gouvernement fédéral, il sert initialement de siège aux services du chancelier fédéral. Ceux-ci déménagent pour Berlin en 1999 et le ministère y prend ses quartiers six ans plus tard.

## Histoire

### Origines
Le bâtiment est commandé en décembre 1969 par le nouveau gouvernement fédéral ouest-allemand de coalition sociale-libérale, comme nouveau siège de la chancellerie fédérale. Il est appelé à remplacer le palais Schaumburg et les extensions construites par la suite.

### Construction et inauguration
Il est bâti entre 1973 et 1976, selon les plans du cabinet d'architectes Planungsgruppe Stieldorf. Il est inauguré par le chancelier Helmut Schmidt.
Il partage son parc avec le palais Schaumburg, le Kanzlerbungalow, espace de résidence et réception du chancelier, et la Villa Hammerschmidt, qui comprend le bureau et le logement du président fédéral. Implantée sur trois niveaux, la nouvelle chancellerie offre de nombreux espaces modulables et une plus grande surface de bureaux, corrigeant en cela les principaux défauts du bâtiment précédent.
La Bundeshaus, où se réunissent le Bundestag et le Bundesrat, se situe à seulement 200 mètres. Le siège de l'Office de presse et d'information se trouve dans son voisinage immédiat, au sud.

#### Ajouts artistiques
Schmidt inaugure en 1979 Large Two Forms, une sculpture en bronze de l'artiste britannique Henry Moore sur la pelouse faisant face à la chancellerie. Trois ans plus tard, une œuvre est érigée sur la Bundeskanzerplatz, à l'ouest du complexe : réalisée par l'allemand Hubertus von Pilgrim, elle représente la tête de Konrad Adenauer, premier chancelier fédéral ouest-allemand.

### Changement d'affectation
Avec la décision de transférer la capitale fédérale de Bonn à Berlin, les services du chancelier déménagent en 1999, pour s'installer provisoirement au Staatsratsgebäude puis à la nouvelle chancellerie fédérale deux ans plus tard.
En décembre 2005, le ministère fédéral de la Coopération économique s'installe dans l'ancienne chancellerie, qui a subi une importante rénovation.

## Aménagements
Le complexe s'organise sur cinq niveaux, dont deux sous-sols. Il se divise en deux bâtiments, celui au nord étant réservé au bureau du chancelier et au gouvernement, tandis que celui du sud est attribué aux services de la chancellerie. Il offre 30 000m² de surface au sol et repose sur une ossature en acier légère, puisqu'il n'y a que six piles en béton pour tenir l'ensemble de l'édifice. Il en résulte des salles très facilement modulables grâce à de nombreux panneaux amovibles.
Le bâtiment des services et le bâtiment du chancelier disposent chacun d'une entrée spécifique, qui donnent toutes les deux sur l'esplanade à l'est du terrain. L'ensemble des façades est vitré, ce qui offre aux membres du gouvernement et aux collaborateurs du chancelier une large vue sur le parc attenant.

## Galerie

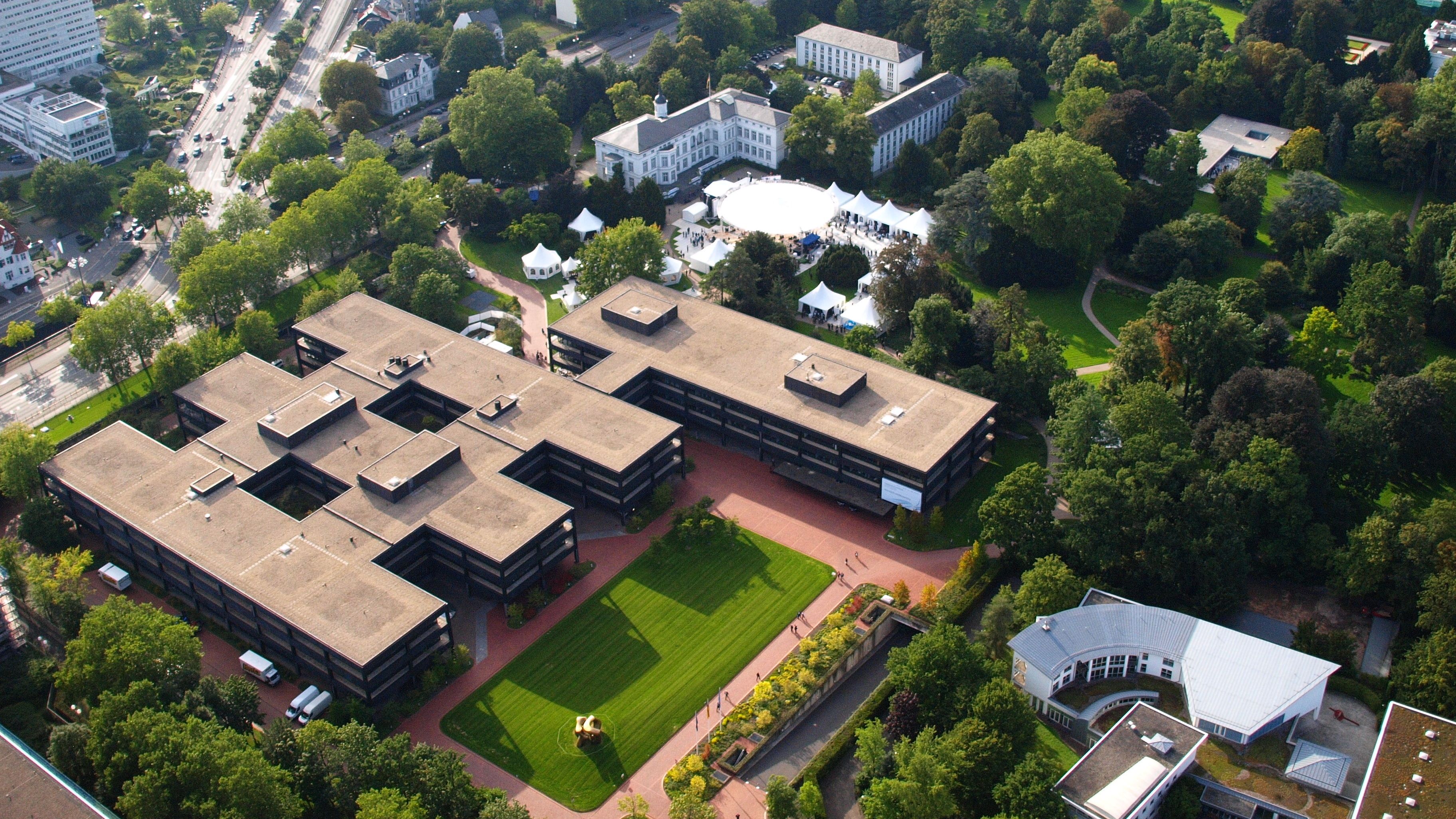
Vue aérienne de la chancellerie, avec le palais Schaumburg en haut au centre et le Kanzlerbungalow en haut à droite, entre les arbres.
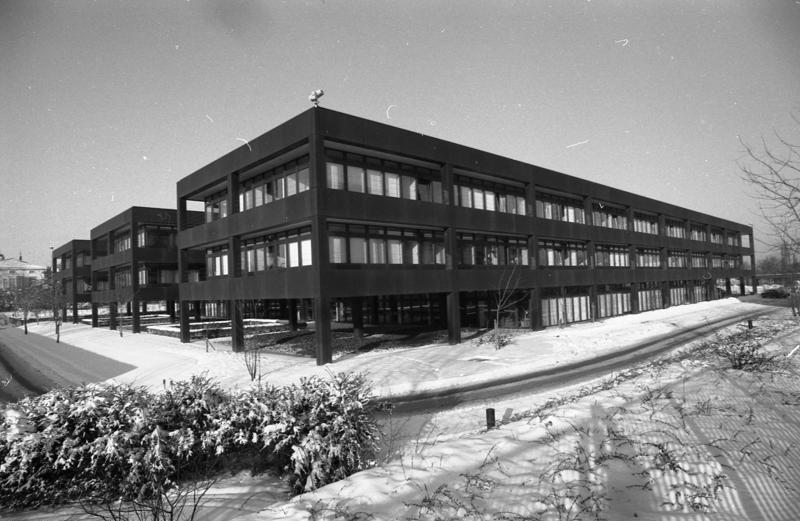
La chancellerie fédérale en 1982.
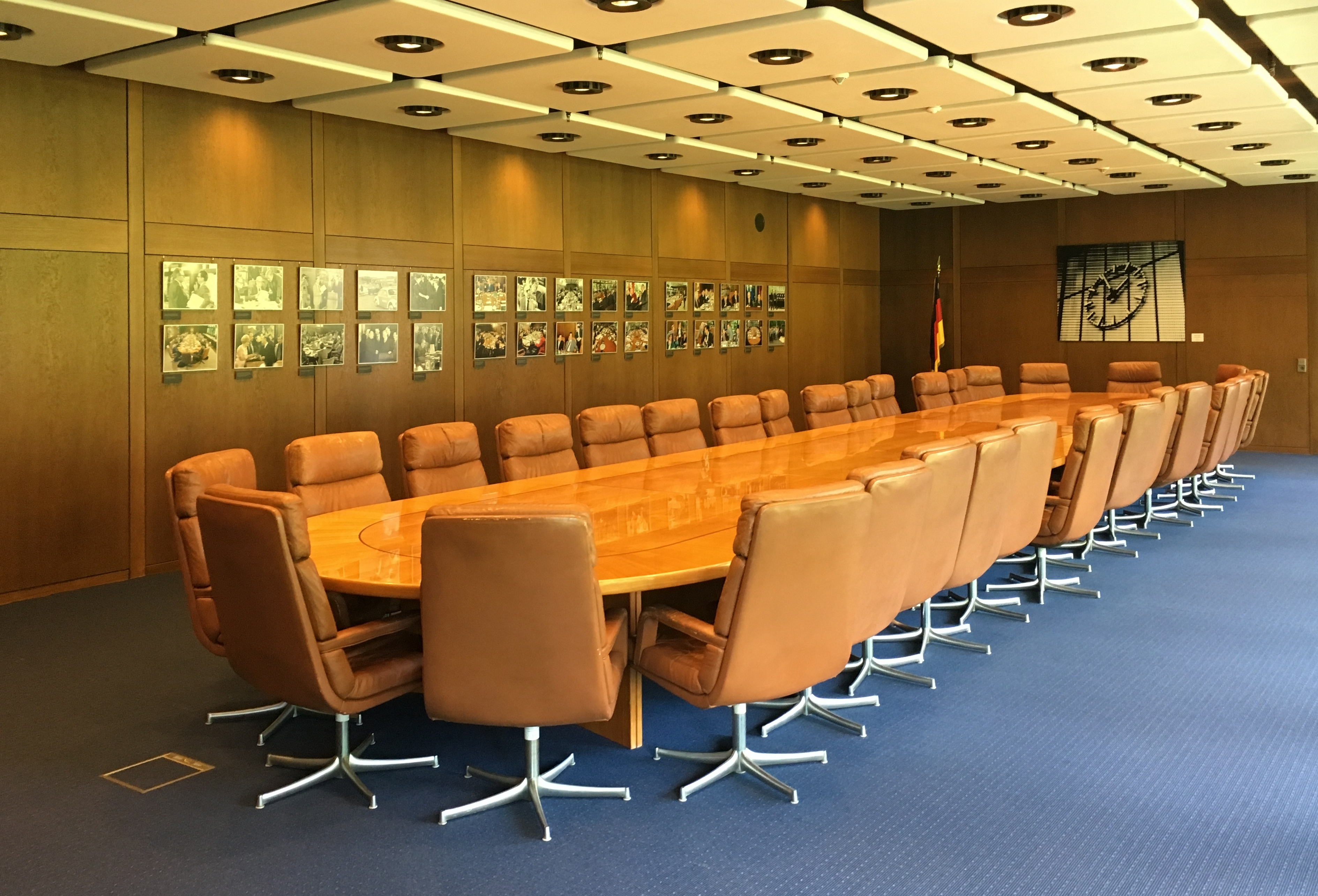
La salle du conseil des ministres, en 2017.
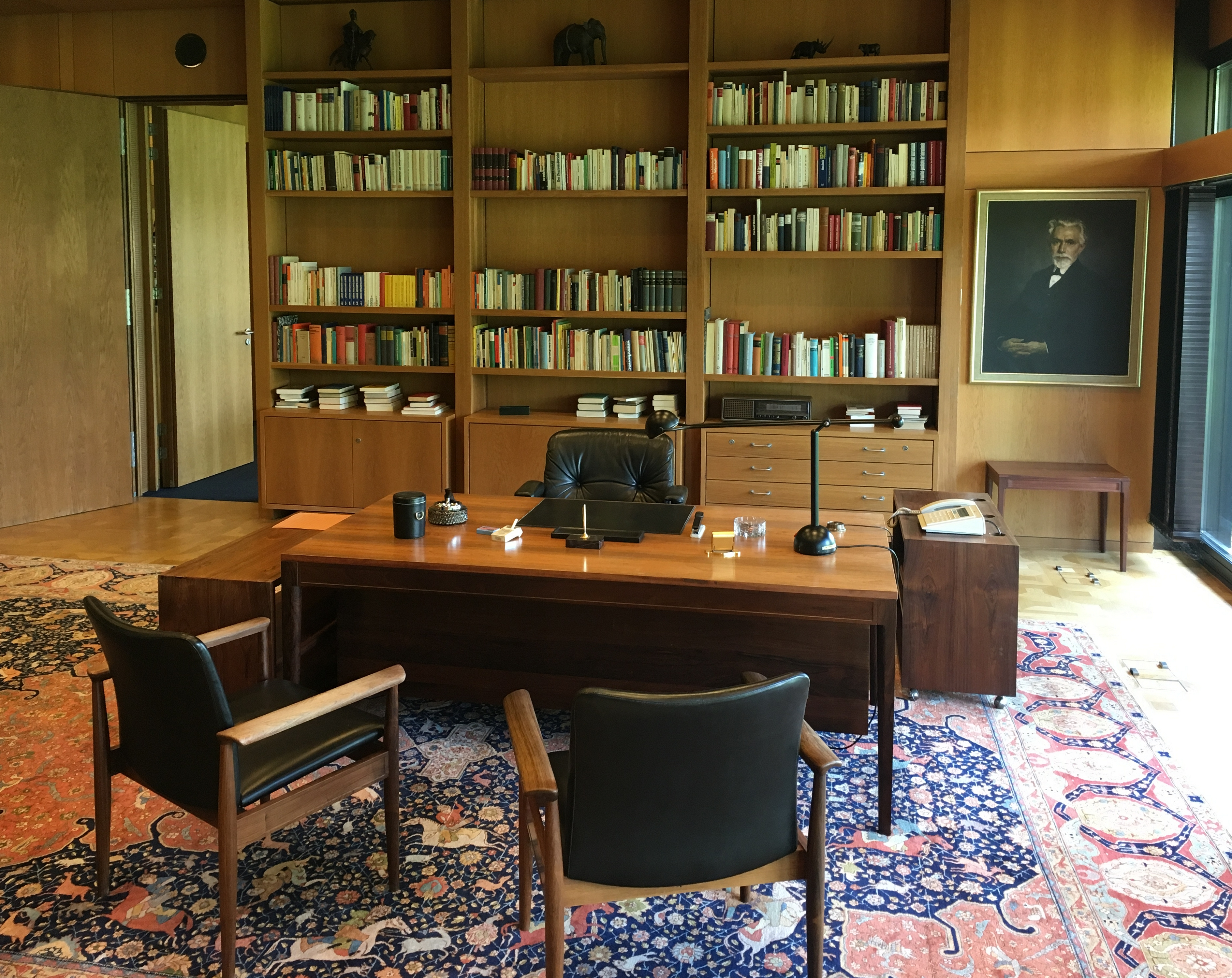
Le bureau du chancelier fédéral, en 2017.
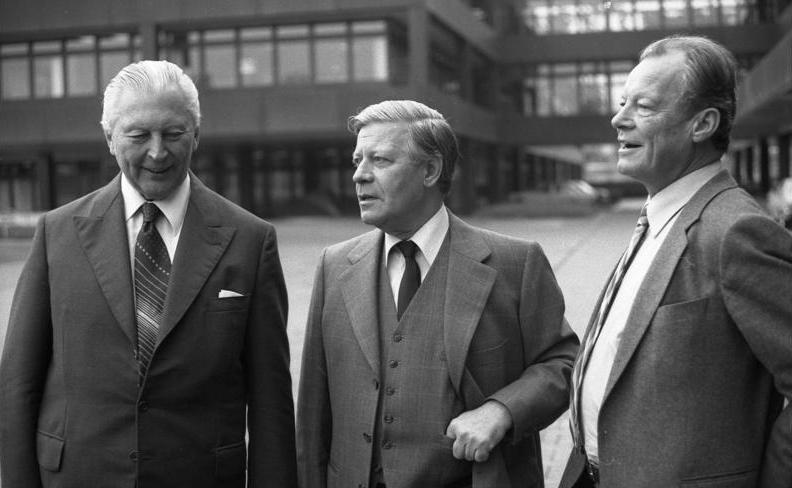
Les anciens chanceliers Kiesinger et Brandt entourant le chancelier Schmidt dans le parc en 1979.
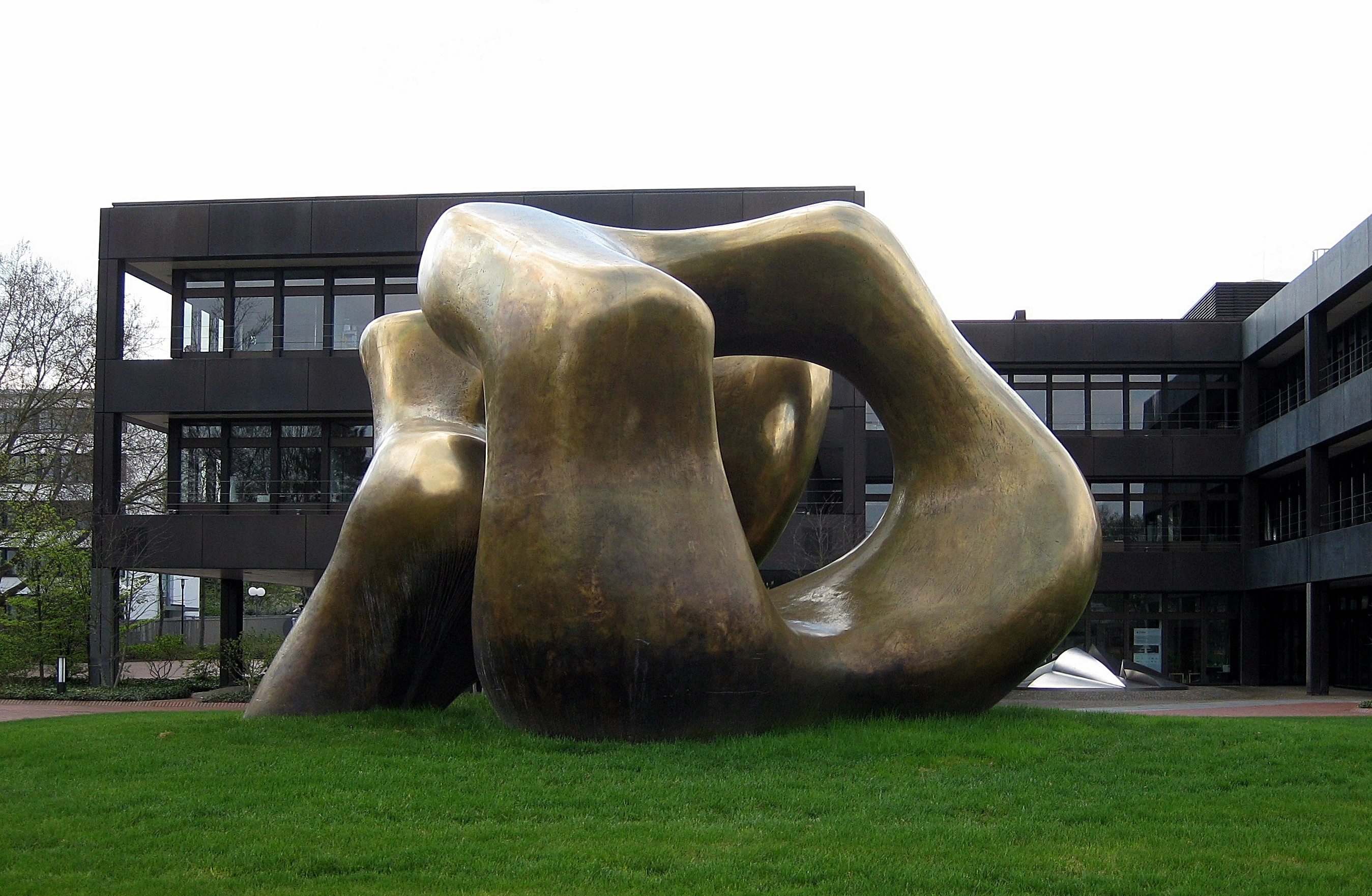
La sculpture Large Two Forms en 2012
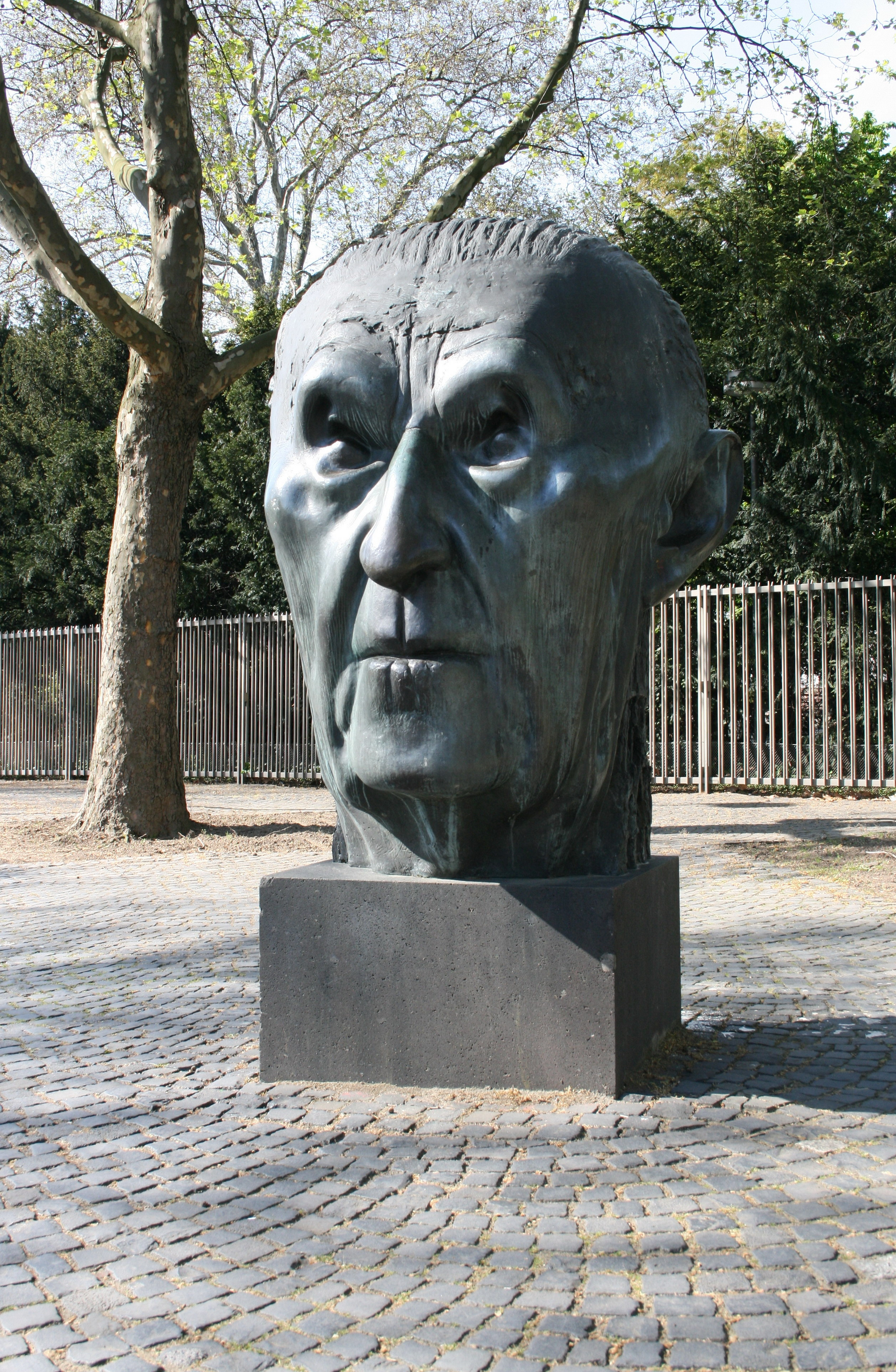
Le mémorial de Konrad Adenauer, en 2008.